# 川村たかし
川村 たかし（かわむら たかし、 1931年11月8日 - 2010年1月30日）は、日本の児童文学作家。本名、川村 隆。

## 来歴・人物
奈良県五條市出身。奈良県立五條高等学校、奈良学芸大学（現・奈良教育大学）卒業後、花岡大学に師事。
「近畿文化」に寄稿したのを機に創作活動に専念。1960年、花岡大学らとともに近畿児童文化協会を結成し、機関紙『近畿児童文化』を発刊した。1970年に、花岡大学らと「幼年芸術」を発刊した。1981年には那須正幹ら児童文学者らとともに児童文学創作集団「亜空間」を結成し、同名の季刊誌「亜空間」を創刊した。
1978年『山へいく牛』で国際アンデルセン賞優良作品賞、野間児童文芸賞を受賞し、1980年『山へ行く牛』『北へ行く旅人たち - 新十津川物語』で路傍の石文学賞を受賞、その後NHKによりテレビドラマ化（主演・斉藤由貴）された。1981年短編集『昼と夜のあいだ 夜間高校生』で日本児童文学者協会賞、1989年『新十津川物語』（全10巻）で日本児童文学者協会賞、産経児童出版文化賞大賞、1995年『天の太鼓』で日本児童文芸家協会賞受賞。創作長編・短編・ノンフィクション・評論など著書多数。
五條市の小・中学校・高校教諭、奈良教育大学、梅花女子大学教授を長く務めた。奈良県立五條高等学校定時制教諭時代は野球部の監督を務め、1978年の全国高等学校定時制通信制軟式野球大会に出場した。「もう一つの甲子園」という同大会の別称は、毎日新聞に投稿した川村の文章を萩本欽一が読み、テレビで取り上げたことがきっかけとなって浸透したものである。
1998年に第3代日本児童文芸家協会会長に就任。
2002年に紫綬褒章受章。
2010年1月30日、敗血症のため逝去。78歳没。叙従五位、旭日小綬章追贈。
2010年11月28日、五條市名誉市民の称号を受賞。

## 著書
- 『川にたつ城』（実業之日本社） 1968、のち偕成社文庫
- 『最後のクジラ舟』（実業之日本社） 1969
- 『カシャンボとゴランボ』（実業之日本社） 1970
- 『青い金魚』（旺文社） 1971
- 『クジラと少年』（実業之日本社） 1971
- 『シカのいる森』（実業之日本社） 1971
- 『花坂団地のふたり組』（あかね書房） 1971
- 『まぼろしのカステラ』（実業之日本社） 1971、のち偕成社文庫
- 『がらくた楽団』（金の星社） 1972
- 『凍った猟銃』（偕成社） 1972、のち文庫
- 『ないたオンガラボウシ』（文研出版、創作わたしの民話） 1972
- 『サーカスのライオン』（ポプラ社） 1972
- 『もりくいクジラ』（実業之日本社、クジラむかしむかし） 1972
- 『あみかけクジラ』（実業之日本社、クジラむかしむかし） 1973
- 『クジラまつり』（実業之日本社、クジラむかしむかし） 1973
- 『ぶつかれモンタ』（ポプラ社） 1973
- 『ふんどし校長』（偕成社） 1974、のち文庫
- 『星の小ぼとけさま』（文研出版） 1974
- 『なぞかけ鬼』（岩崎書店） 1974
- 『のっぽてんぐとちびてんぐ』（文研出版） 1974
- 『こぞうさんのおばけたいじ』（文研出版） 1975
- 『ツチノコ探検隊』（偕成社） 1976.11
- 『とんとんとんかんべえ』（小学館） 1976.10
- 『ふうせん山に春がきて』（小峰書店） 1976.4
- 『おてんばショコちゃん』（偕成社） 1977.3
- 『熊野海賊』（岩崎書店） 1977.5
- 『山へいく牛』（偕成社） 1977.11、のち文庫
- 『アホウドリの島 鳥島漂着ものがたり』（岩崎書店） 1977.2
- 『かいぞくとらえもん』（教学研究社） 1978.3
- 『赤い海賊船 朱印船と日本人町』（教学研究社） 1979
- 『ノルウェーから来た鯨とり』（偕成社） 1979.2
- 『泣きむし笑いむし』（小学館） 1979.12
- 『ちきゅうのうらの花やさん』（金の星社） 1980.2
- 『闘牛ものがたり』（ポプラ社文庫） 1980.10
- 『昼と夜のあいだ 夜間高校生』（偕成社） 1980.12
- 『夏のダイヤモンド “片足のエース"の力投物語』（PHP研究所） 1981.8
- 『まほうつかいのいるがっこう』（PHP研究所） 1981.11
- 『まぼろしのカステラ』（偕成社文庫） 1981.12
- 『さすらいのコーチャン』（佼成出版社） 1982.5
- 『ふくろうのあずけもの』（文研出版） 1983.1
- 『星まつりのふしぎなふえ』（文研出版） 1983.6
- 『投げろ魔球! カッパ怪投手』（ポプラ社） 1983.12
- 『児童文学の方法 虚構の真実』（国土社） 1983.5
- 『毒矢』（国土社） 1983.12
- 『戦場からきた少年たち』（講談社） 1984.2
- 『メインポールの旗のもとに ベルリンオリンピックにかけた若人たち』（PHP研究所） 1984.2
- 『三年三組三銃士』（偕成社） 1984.2
- 『銀のさかながやってくる』（PHP研究所） 1985.12
- 『ほやほやにいちゃん1年生!』（国土社） 1985.4
- 『花咲きたぬき』（小峰書店） 1987.9
- 『十津川出国記』（北海道新聞社、道新選書1） 1987.11
- 『ひびけ! 第九交響曲』（国土社） 1988.12
- 『おおきなさかな』（すずき出版、ジャータカ絵本全集10） 1988.3
- 『六にんのごうけつ』（ひかりのくに） 1993.1
- 『天の太鼓』（文渓堂） 1994.12
- 『ドンマイ、上むけ』（くもん出版） 1994.7
- 『絵舟 狩野探幽の暗号』（ポプラ社） 1998.10
- 『先生がいて牛がいて』（探究社） 1999.4
- 『風の声 土のうた』（天理教道友社） 2008.7

### 「新十津川物語」
- 『北へ行く旅人たち』（偕成社、新十津川物語1） 1977.12
- 『広野の旅人たち』（偕成社、新十津川物語2） 1978.10
- 『石狩に立つ虹』（偕成社、新十津川物語3） 1980.1
- 『北風にゆれる村』（偕成社、新十津川物語4） 1981.3
- 『朝焼けのピンネシリ』（偕成社、新十津川物語5） 1983.6
- 『雪虫の飛ぶ日』（偕成社、新十津川物語6） 1984.12
- 『吹雪く大地』（偕成社、新十津川物語7） 1985.12
- 『燃える海山』（偕成社、新十津川物語8） 1987.5
- 『星の見える家』（偕成社、新十津川物語9） 1987.12
- 『マンサクの花』（偕成社、新十津川物語10） 1988.12
- 『新十津川物語 文芸版』全10巻（偕成社） 1990、のち文庫

## 翻訳
- 『アザラシのカール 北海へ帰る』（ブルクハルト・バルトス、くもん出版） 1991.12

## 脚註
1. 1 2  大淀町「花岡大学ってどんなひと？」
2. ↑  訃報：川村たかし氏 産経新聞 2010年1月31日閲覧
3. ↑  『官報』第5268号、平成22年3月9日
4. ↑  “五條市名誉市民”. 五條市. 2022年7月26日閲覧。